# Sovie vinohrady
Sovie vinohrady jsou přírodní rezervace v katastrálním území obce Salka v okrese Nové Zámky v Nitranském kraji na Slovensku. Území bylo vyhlášeno v roce 1993 a jeho rozloha je 4,86 ha. Předmětem ochrany je lokalita s výskytem teplomilné vegetace s největší populací katránu tatarského (Crambe tataria) na Slovensku. Roste na ní také žanovec měchýřník (Colutea arborescens).